# لردو
لردو، روستایی از توابع بخش تخت شهرستان بندرعباس در استان هرمزگان ایران است.

## جمعیت
این روستا در دهستان تخت قرار دارد و براساس سرشماری مرکز آمار ایران در سال ۱۳۸۵، جمعیت آن ۱۲۸ نفر (۲۵خانوار) بوده‌است.